# Meromacrus pinguius
Meromacrus pinguius är en tvåvingeart som först beskrevs av Fabricius 1773.  Meromacrus pinguius ingår i släktet Meromacrus och familjen blomflugor. Inga underarter finns listade i Catalogue of Life.